# Reinhold Rehs

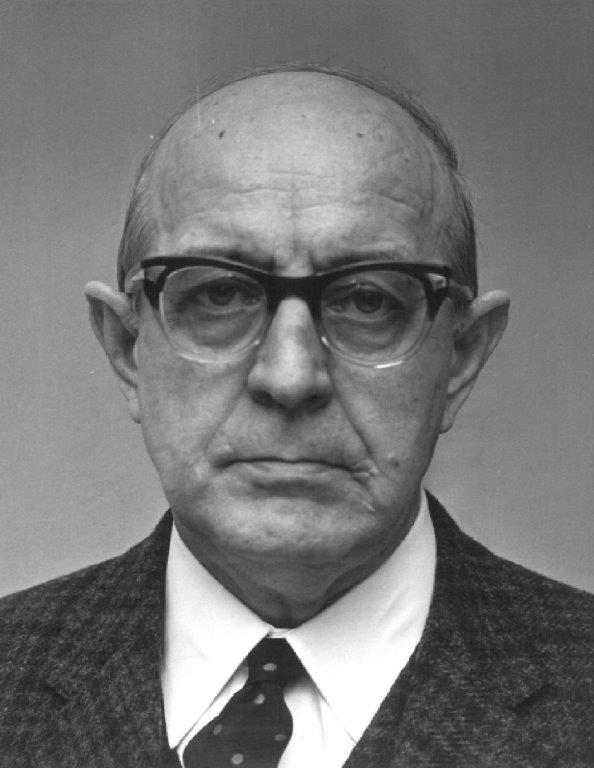
Reinhold Rehs (ca. 1965)

Reinhold Rehs (* 12. Oktober 1901 in Klinthenen, Kreis Gerdauen, Ostpreußen; † 4. Dezember 1971 in Kiel) war ein deutscher Politiker (SPD, CDU) und Vertriebenenfunktionär. Er war von 1950 bis 1953 Mitglied des Landtages Schleswig-Holstein und anschließend bis 1969 Mitglied des Deutschen Bundestages. Von 1966 bis 1971 war er Sprecher des Landsmannschaft Ostpreußen und von 1967 bis 1970 Präsident des Bundes der Vertriebenen.

## Leben
Rehs wurde als viertes Kind von Gertrud Rehs geb. Kantel (* 18. März 1873; † 30. Juli 1962) und dem „Bienenvater“ Carl Rehs in Ostpreußen geboren. Er hatte sechs Schwestern.
Nach dem Abitur am Collegium Fridericianum begann er, an der Albertus-Universität Königsberg Rechtswissenschaft zu studieren. 1920 wurde er Mitglied der Burschenschaft Gothia, die nach dem Zweiten Weltkrieg nach Göttingen verlegte. Als Inaktiver wechselte er an die Ruprecht-Karls-Universität Heidelberg. Er arbeitete als Redakteur und von 1925 bis 1928 als Hilfsrichter in Allenstein. 1928 ließ er sich als Rechtsanwalt in Königsberg nieder. Zwischen 1931 und 1933 war er Mitglied im Stahlhelm, Bund der Frontsoldaten. 1939 wurde er zum Luftschutzwarndienst der Luftwaffe eingezogen. 1944 wurde er Leiter des Luftschutzwarnkommandos Danzig. 1945 bei Danzig verwundet, kam er nach Ende des Krieges nach Schleswig-Holstein. Bereits im August 1945 wurde er Justitiar beim Landesarbeitsamt in Kiel. Verheiratet war er mit Clara-Asta geb. Schultz-Gora († 5. Dezember 1980 in Stuttgart) und Karin Rehs.

### Politik
Am 11. Juni 1937 beantragte Rehs die Aufnahme in die NSDAP und wurde rückwirkend zum 1. Mai desselben Jahres aufgenommen (Mitgliedsnummer 4.861.193). Bereits zum 15. August 1933 war er der SA beigetreten. Am 25. Januar 1944 wurde ihm seine „politische Haltung [als] einwandfrei“ bescheinigt. Danker und Lehmann-Himmel charakterisieren ihn in ihrer Studie über das Verhalten und die Einstellungen der Schleswig-Holsteinischen Landtagsabgeordneten und Regierungsmitglieder der Nachkriegszeit in der NS-Zeit als „politisch angepasst“.
Nach dem Zweiten Weltkrieg war er zunächst Mitglied der SPD, trat aber am 13. Mai 1969 wegen der Ostpolitik Willy Brandts zur CDU über.
Rehs vertrat von 1950 bis zum 28. Dezember 1953 den Wahlkreis Kiel-Süd im Landtag Schleswig-Holstein.
Von der Bundestagswahl 1953 bis 1969 saß er als Abgeordneter im Deutschen Bundestag. Von 1962 bis zu seinem Fraktionswechsel zur CDU war er Vorsitzender des Arbeitskreises Heimatvertriebene der SPD-Bundestagsfraktion. Vom 11. Dezember 1955 bis 3. Juli 1957 war er stellvertretender Vorsitzender des Parlamentarischen Untersuchungsausschusses zum Fall Otto John. Von 1957 bis 1961 war er stellvertretender Vorsitzender des Bundestagsausschusses für Heimatvertriebene, danach bis zum 3. Juni 1969 dessen Vorsitzender.

### Vertriebenenarbeit
Rehs war Mitbegründer der „Ostpreußischen Hilfsgemeinschaft“, der späteren Kreisgruppe Kiel der Landsmannschaft Ostpreußen, der er zehn Jahre lang vorsaß. 1960 wurde er Vorstandsmitglied der Landsmannschaft Ostpreußen, 1962 Vizepräsident des Bundes der Vertriebenen. 1966 wurde er zum Sprecher (Bundesvorsitzenden) der Landsmannschaft Ostpreußen, gewählt, von 1967 bis 1970 war er außerdem als Nachfolger von Wenzel Jaksch Präsident des Bundes der Vertriebenen. Rehs war außerdem Vorsitzender der Stadtgemeinschaft Königsberg sowie Präsident des Nordostdeutschen Kulturwerks.

## Ehrungen
Bundespräsident Heinrich Lübke verlieh Rehs für seine vielfältigen Verdienste, insbesondere für die sozialen Belange der Vertriebenen, das Große Bundesverdienstkreuz. Rehs war außerdem Träger hoher Ehrungen der Vertriebenenverbände, darunter der Königsberger Bürgermedaille und des Preußenschildes der Landsmannschaft Ostpreußen. Im Jahr 1970 wurde ihm die Ehrenplakette des Bundes der Vertriebenen verliehen.

## Schriften
- Wie lebte der Student in Königsberg? Das Ostpreußenblatt, Jg. 16, Folge 24, 12. Juni 1965.
- Die geistige Grundlage und politische Aufgabe der Ostpreußen. Landsmannschaft Ostpreußen, Hamburg 1966.
- Selbstvertrauen und Selbstbehauptung. Acht Reden zum politischen Standort der deutschen Heimatvertriebenen. Krüger & Nienstedt, Hamburg 1967.
- Mit Friedrich Klein, Heinz Kloss, Boris Meissner, Fritz Münch, Theodor Veiter: System eines internationalen Volksgruppenrechts. Völkerrechtliche Abhandlungen. Braunmüller, Stuttgart.
  - Band 1: Grundlagen und Begriffe. 1970.
  - Band 2: Innerstaatliche regionale universelle Struktur eines Volksgruppenrechts. 1972.
  - Band 3: Sonderprobleme des Schutzes von Volksgruppen und Sprachminderheiten. 1978.
- Zwischen Gestern und Morgen.